# Галина Георгиева
Галина Жорова Георгиева е български медиен експерт и член на Съвета за електронни медии (мандат 2019 – 2025 година).

## Биография
Галина Жорова Георгиева завършва през 2003 г. столичното 151-во средно училище. През 2007 г. се дипломира като бакалавър по специалност „Аграрна икономика“ във филиала на Университета за национално и световно стопанство.във Враца.
От 2003 до 2005 г. работи в „Нова Броудкастинг Груп“ ЕАД. От 2010 до 2016 г. в групата „Нетера“, от 2016 до 2017 г. е част от „eFellows“. От 2017 до 2019 г. е в екипа на „Телехаус“ АД.
От март 2019 г. е мениджър-ключови клиенти към дружеството за колективно управление в частна полза правата на продуцентите на звукозаписи и музикалните видеозаписи и на артистите изпълнители „ПРОФОН“.
На 17 юли 2019 г. Народното събрание по предложение, представено от Вежди Рашидов (ГЕРБ) избира Галина Георгиева за член на Съвета за електронни медии за мандат 2019 – 2025 година от парламентарната квота на мястото на Иво Атанасов.